# Семен, Август
Август Иванович Семен (Огюст-Рене Семен, фр. Auguste-René Semen; ок. 1781, Париж — 6 марта 1862, Люневиль) — типограф, словолитчик и издатель французского происхождения, жил и работал в Москве.
Служил инспектором Московской Синодальной типографии. Владел Образцовой типографией. Выпускал каталоги шрифтов.
В начале XIX века он выпустил серию познавательных книг, таких как «Краткая естественная история птиц», «Краткая греческая история», «Краткая римская история» на плотной бумаге размером 75×92 мм.
Магазин Семена размещался в Москве на Кузнецком Мосту в доме Торлецкого — Захарьина.
Знаменитая типография, основанная Семеном в 1818 году, успешно функционировала в течение 28 лет, прежде чем в 1846 году была продана новому владельцу, сохраняя свое прежнее название. Несмотря на изменения в собственности, она оставила значительное наследие в мире печати — 992 издания. Продукция типографии Семена отличалась изысканным выбором шрифтов и качеством печати. Например, работа «Образцы литер» (1826 год) признана великолепным образцом московского полиграфического искусства XIX века.
Август Иванович Рене-Семен, российский подданный французского происхождения, достиг чина коллежского советника и был высоко награждён за свои заслуги, включая золотую табакерку, бриллиантовый перстень и звание дворянина. Накопив приличное состояние, он вернулся в свою историческую родину.